# Todd Porter
Pour les articles homonymes, voir Porter.
Todd Mitchell Porter est un développeur de jeu vidéo qui a aussi écrit un certain nombre de romans pour les enfants. Il vit avec sa femme et sa fille à Highland Park au Texas.

## Historique du développement de jeu vidéo
Liste des entreprises de développement où il a travaillé:
- Turbine Entertainment
- Ion Storm
- 7th Level
- Strategic Simulations, Inc.
- Origin Systems

Jeux développés :
- Asheron's Call 2: Fallen Kings (2002)
- Dominion: Storm Over Gift 3 (1998)
- G-Nome (1997)
- Renegade Legion: Interceptor (1990)
- Ultima VI: The False Prophet (1990)
- Knights of Legend (1989)
- Times of Lore (1988)